# Jaekelopterus

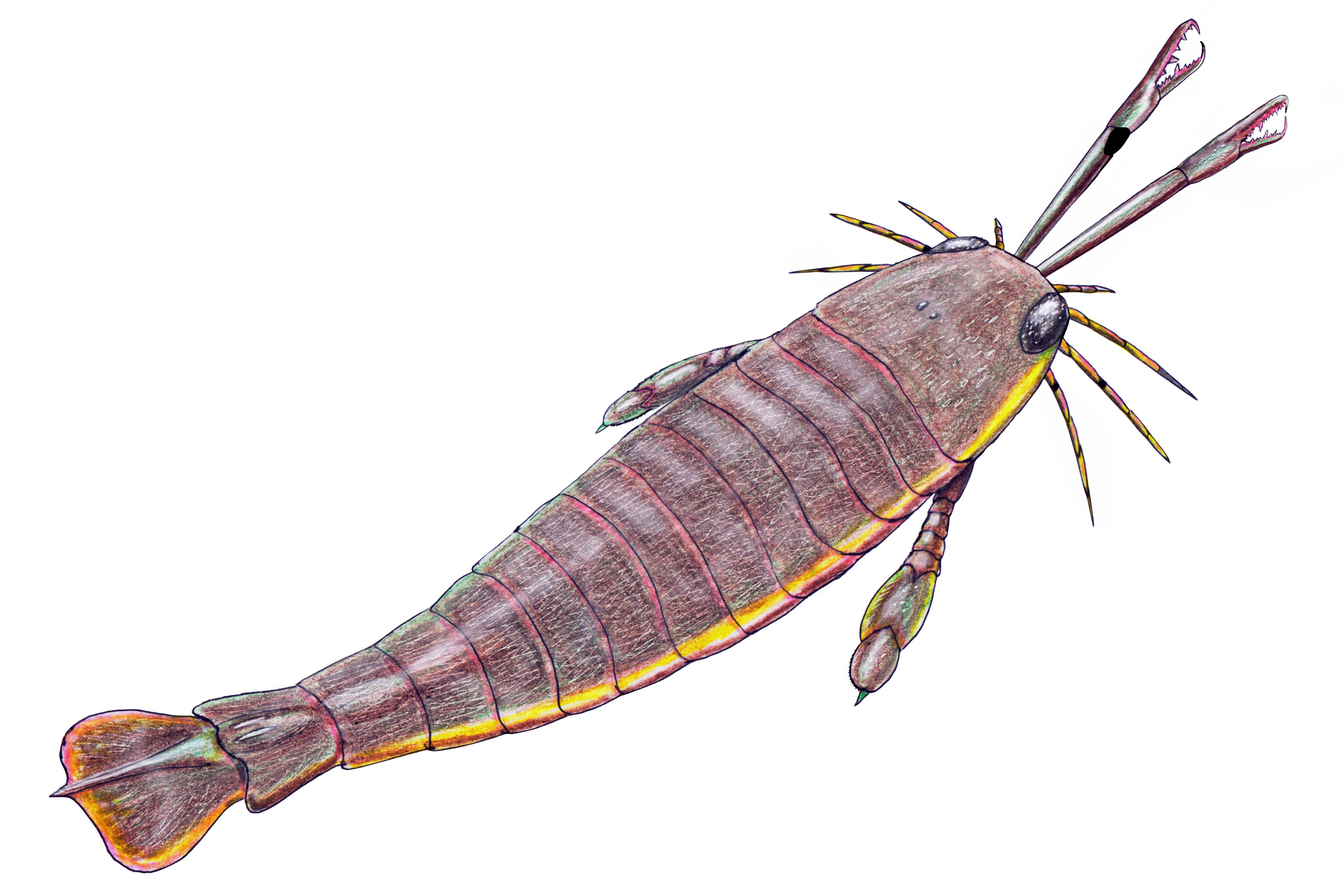
Restauration eines J. rhenaniae

Jaekelopterus ist eine Gattung der Eurypterida (dt. Seeskorpione), die vor mehr als 397 Millionen Jahren im Unterdevon lebten.
Zu den Beutetieren gehörten vor allem Panzerfische. Die Typusart Jaekelopterus rhenaniae wurde 1914 von Otto Jaekel als Pterygotus rhenaniae (etwa „rheinischer Flosser“) beschrieben; als Waterston (1964) diese Art in eine eigene Gattung stellte, benannte er sie nach dem Erstbeschreiber Jaekelopterus.

Größe des J. rhenaniae (größerer) und J. howelli (kleiner) im Vergleich zu einem Menschen

Nach einem Fund einer 46 cm langen fossilen Kieferklaue (Chelicere) von Jaekelopterus rhenaniae durch den Paläontologen Markus Poschmann aus dem Emsium (Unterdevon) der Fossillagerstätte Willwerath nahe Prüm kann man davon ausgehen, dass diese Tiere ca. 2,50 Meter groß wurden und damit die größten bekannten Riesenskorpione sind. Die Kieferklaue wird, zusammen mit anderen Fossilien aus der gleichen Fundstelle, im Naturhistorischen Museum Mainz ausgestellt.